# Alfons Erb
Alfons Erb (* 4. November 1907 in Essen; † 24. Dezember 1983 in Freiburg im Breisgau) war ein deutscher Journalist und der Gründer des Maximilian-Kolbe-Werkes.

## Hintergrund
Die Eltern waren der Architekt Paulus Erb und Maria Helene Carolin, geb. Mehring. Alfons Erb studierte Volkswirtschaftslehre in Bonn und Berlin. Er beendete sein Studium 1932 als Diplom-Volkswirt, eine Promotion wurde ihm von den Nationalsozialisten verwehrt. Bereits ab 1929 war Erb Redakteur bei der von Ernst Thrasolt herausgegebenen Monatsschrift Vom Frohen Leben. Diese wurde von den Nazis 1933 verboten. Erb wechselte darauf zum Berliner Kirchenblatt. 1936 kam er für einige Monate in Gestapo-Haft. 1938, nach dem Verbot des Kirchenblattes, wurde er Pressereferent beim Berliner Bischof und späteren Kardinal Konrad Graf von Preysing, einem entschiedenen Gegner des Nationalsozialismus. 1940 wurde Erb zum Kriegsdienst eingezogen, den er bis Kriegsende 1945 als Sanitäter ableistete.
1946 wurde Alfons Erb Hauptschriftleiter der deutschen Ausgabe der deutsch-französischen Zeitschrift Dokumente/Documents in Offenburg. 1949 wechselte er als Leiter der Pressestelle des Deutschen Rates der europäischen Bewegung nach Bonn. Von 1955 bis 1973 leitete er das Pressereferat beim Deutschen Caritasverband in Freiburg. Er war Redakteur und Herausgeber des Freiburger Artikel- und Redaktionsdienstes.

## Gründung des Maximilian-Kolbe-Werks
Von 1957 bis 1971 war Alfons Erb Vizepräsident des deutschen Zweiges der katholischen Friedensbewegung Pax Christi. Mit Pax Christi unternahm er 1964 eine Bußwallfahrt nach Polen und sah das Elend der polnischen KZ-Opfer. Da von der Bundesrepublik damals noch keine Hilfe kam, reifte der Gedanke an ein Hilfswerk für die Opfer der Konzentrationslager und Ghettos heran.
Das Maximilian-Kolbe-Werk wurde 1973 durch den Beschluss des Zentralkomitees der deutschen Katholiken und 13 weiterer Verbände gegründet. Die Gründung war von Alfons Erb maßgeblich betrieben worden, er war bis 1982 auch erster Geschäftsführer des Werkes. In seine Amtszeit fiel unter anderem der Beginn der Erholungs- und Begegnungsaufenthalte von KZ-Opfern aus Polen in der Bundesrepublik Deutschland (1978).
1982 löste ihn seine Tochter Elisabeth († 2000) in der Geschäftsführung des Werkes ab.

## Schriften (Auswahl)
- Zeugen Gottes. Eine Folge von Heiligenleben. Herder Verlag, Freiburg 1935.
- Don Bosco. Christkönigsverlag vom Weißen Kreuz, Meitingen 1935.
- Thomas Morus. John Fisher. Caritasverlag, Freiburg 1935.
- Entscheidung für Christus. Pustet, Regensburg 1937.
- Gelebtes Christentum. Charakterbilder aus dem deutschen Katholizismus des 19. Jahrhunderts. Herder Verlag, Freiburg 1938.
- Franziskus Xaverius. Botschafter Christi im Fernen Osten. Salvator-Verlag, Berlin 1940.
- Bernhard Lichtenberg. Domprobst von St. Hedwig zu Berlin. Morus Verlag, Berlin 1946.